# 西凜太朗
西 凜太朗（にし りんたろう、1965年7月15日 - ）は、日本の声優、ナレーター、俳優。大阪府出身。大沢事務所所属。

## 来歴
小学校時代は演劇部に所属していた。
テレビドラマ『太陽にほえろ!』の再放送で松田優作が演じるジーパン刑事を観てから好きになったという。実物の松田を初めて見たのは中学3年生の時、大阪厚生年金会館のライブツアーを観に行った時だったという。
当時は前述の松田に憧れており、松田が所属していた文学座のオーディションを受けようと考えていたという。しかし親は「劇団員＝食えない」という感覚だったことから「やめとけやめとけ」と猛反対していたという。1987年、文学座附属演劇研究所に入所し、1988年、同養成所卒業。ある時、父親が取引のある銀行の人物から「息子さん、何してるんですか？」と聞かれ、「文学座にいます」と答えたところ「大したもんですよ。息子さん、大丈夫ですよ」と言われたという。父はコロッと態度を変えて電話してきて「おう、お前、がんばっとるらしいやないか」と言われたが、実際はまだ順調ではなく、当時は親の心配通り食べていけなかったという。同年、円・演劇研究所に入所し、1991年に演劇集団 円に入団。舞台出演の傍ら、事務所から台本を渡されたことがきっかけで声優業でも活躍する。
若い頃は、声だけの芝居には抵抗があり、自分が動いて芝居し、セリフが言いたかったという。当時、大先輩だった岸田今日子とお茶を飲む機会があり、「最近どう？」と聞かれて、「声の仕事はちょいちょいあるんですけどねぇ……」と首をかしげていたという。その時に「あなたね、それは違うわよ」と岸田の経歴の話を聞いて考えが変わり、「評価されて仕事をいただけてるんだ」と思うようになったという。その頃は仕事がなく、アルバイトはしていたが、いつ芝居の話が入ってくるかわからないことから、調整しやすい仕事しかできなかったという。「このままじゃだめだ」と思い、円を退団後は大沢事務所に所属し、声優業を中心に活躍している。当時は劇団が悪いわけではなかったが、「自分に合った仕事を見つけるにはそのほうがいい」と思っていたという。
2009年4月、女優の仁藤優子と結婚した。2010年11月5日、男児誕生。

## 人物
父親は大阪府の建築会社を経営していた。
主に洋画吹き替えを担当することが多いが、アニメ・特撮やナレーションでも活動している。吹き替えではヴィン・ディーゼルが多い。
特技は水泳、空手、バイク、車の運転。

## エピソード
妻の仁藤との出会いは1994年、つかこうへい事務所制作の舞台俵万智原作の『二分の一秒　笑顔をとめて』である。西がカメラマン役で、仁藤がその恋人であった。当時の仁藤のことは無知だったが、「とにかくかわいい人だなぁ」と思ったという。周囲から「相手役なんだから、たまにはご飯でも食べに行けよ」と言われ、一緒に出かけたりはしていたという。公演が終わった後も、仲良く10年ぐらい一緒に暮らしてたが、一度破局し、2年近く一度も会わなかったという。2007年夏、生活のめどが立つようになった頃、共通の知人の葬儀の席で、仁藤と久しぶりに再会。2008年3月、西からのアプローチで結婚を前提とした付き合いを始めたが、最初は誘っては断られの繰り返しだった。その時の西は食べていけるようになっており「だからもう一度、やってみない？」と給与明細を持っていったという。10年も一緒に暮らしていたことから、お互いの親にも紹介済みだったが、「彼女と別れた」と親に伝えたところ、父、母、姉から揃って「お前が悪いに決まってる！」と言われたという。母は「優子さんじゃなきゃだめだ！」と言い、父に至っては「ワシが電話する！」と聞かず、思わず「電話してどうすんねん、もうええから！」と言い返すなど大騒ぎだったという。
『五星戦隊ダイレンジャー』や『侍戦隊シンケンジャー』では敵役を演じていたため、相手役であった戦隊側のキャストとある程度話すようになったのは放送終了後で、放送中はあまり口を利かなかったという。また、『シンケンジャー』でも同じ敵幹部の声を務めていた朴璐美やチョーとは輪が徐々に出来上がって喋るようになっていたが、中盤から参加した堀川りょうが演じた筋殻アクマロは自身が演じた血祭ドウコクをあまり信用していないという設定だったため、堀川とは挨拶程度でアフレコの合間で私語を交わすことはなかったという。
『ダイレンジャー』では小笠原猛に「酒、飲めるのか？」と聞かれ、「はい、好きです」と答えたら、「じゃあ、お前でいいや」と言われ、シャダム役のオーディションに受かったという。

## 出演（俳優）

### テレビドラマ
- 金曜ドラマシアター「居酒屋兆治」（1992年7月10日、フジテレビ）
- 豆腐屋直次郎の裏の顔 第2話「美人が隠した二億四千万」（1992年7月14日、朝日放送 / アズバーズ） - 小山三郎
- 五星戦隊ダイレンジャー（1993年 - 1994年、テレビ朝日） - シャダム
- 土曜ワイド劇場（テレビ朝日）
  - 「タクシードライバーの推理日誌4 幸福の代償 妻と別れたい男の殺人契約!?」（1994年4月1日）
  - 「西村京太郎トラベルミステリー30回記念企画 寝台特急「北斗星」殺人事件」（1996年10月5日）
  - 「復讐法廷 車のトランクに謎の死体…」（1997年9月13日）
  - 「新・赤かぶ検事奮戦記9 郡上八幡盆踊り 完全犯罪殺人」（1999年7月10日）
- 月曜ドラマスペシャル（TBS）
  - 「西村京太郎サスペンス 伊豆海岸殺人ルート 海で消えた女」（1995年3月27日）
  - 「税務調査官・窓際太郎の事件簿6元部下だった査察官が大阪で殺された！警察も捜査しない闇事件の裏に何がある？私腹を肥やす政治家の悪事を暴け！」（2001年2月5日）
- 火曜サスペンス劇場（日本テレビ）
  - 「新・女検事霞夕子5雨に濡れた遺書」（1995年8月8日）
  - 「わが町X 結婚祝いで届いた毒グモは8前に急死した男からの贈り物」（1998年3月17日）
  - 「月のかたち 時効間近、偶然再会した強盗殺人犯と人質の女の愛と憎悪の30日」（1998年5月5日）
  - 「女監察医・室生亜季子24 死因に異議あり」（1998年7月28日）
- 金曜エンタテイメント「サラリーマン刑事3 史上最も情けない刑事は相変わらずの会計課職員!」（2000年9月15日、フジテレビ）
- 女と愛とミステリー（テレビ東京）
  - 「森村誠一サスペンス 人間の証明2001」（2001年1月10日）
  - 「京都・琵琶湖・神戸 迷宮の旅情サスペンス」（2002年2月27日）
- 蝉しぐれ 第1話（2003年8月 - 10月、NHK）
- テレビ放送50周年記念ドラマ「川、いつか海へ 6つの愛の物語」（2003年12月、NHK）
- 水戸黄門第43部 第9話「楓に惚れた手筒花火師 -吉田-」（2011年9月5日、TBS / C.A.L） - 渡辺主膳

### 映画
- 五星戦隊ダイレンジャー（1993年4月17日） - シャダム中佐
- 不登校の真実〜学校に行かないことは悪いことですか?（2003年）
- 牙狼〈GARO〉-月虹ノ旅人-（2019年） - 英霊

### オリジナルビデオ
- 帰ってきた侍戦隊シンケンジャー 特別幕（2010年6月21日） - 酒を飲む酔っぱらい[8]

### 舞台
- ジュリアス・シーザー（1990年、演劇集団 円）
- 桜の園（1993年、演劇集団 円）
- あらしのよるに（1997年、演劇集団 円）
- 永遠 Part.1（2000年、演劇集団 円）
- 蔵のある家（2002年、演劇集団 円）

## 出演（声優）
太字はメインキャラクター。

### テレビアニメ
1996年
- ガンバリスト! 駿（貝塚善行）
- 名探偵コナン（1996年 - 1997年、北川強史、西条直也）

1997年
- シティーハンター グッド・バイ・マイ・スイート・ハート（龍岡）

1998年
- カウボーイビバップ（アシモフ・ソーレンサン）
- ヨシモトムチッ子物語

2002年
- おジャ魔女どれみドッカ〜ン!（あいこの叔父）
- OVERMANキングゲイナー（ママドゥ・アザフ）
- 最終兵器彼女（兵士A、兵士D）
- 十二国記（虎嘯、恵州師将軍）

2003年
- エアマスター（渺茫）
- GAD GUARD（サイラス）
- キディ・グレイド（職員D、委員B、議員B）
- キノの旅 -the Beautiful World-（座長、傭兵）
- DEAR BOYS（顧問）
- TEXHNOLYZE（輿川冬二）
- ポケットモンスター アドバンスジェネレーション（ダイゴ）
- 無限戦記ポトリス（タオゼントス）

2004年
- 頭文字D Fourth Stage（2004年 - 2006年、松本）
- SAMURAI 7（モヒカン男）
- サムライチャンプルー（半次郎）
- 鋼の錬金術師（ウィルソン）

2005年
- 新釈 眞田十勇士
- ゾイドジェネシス（ア・ラン）
- トランスフォーマー ギャラクシーフォース（フランクリン大佐）
- トリニティ・ブラッド（隊長）
- BLEACH（2005年 - 2011年、射場鉄左衛門）
- 冒険王ビィト エクセリオン（バウス）
- 雪の女王（商人）

2006年
- スクールランブル 二学期（周防の父）
- 内閣権力犯罪強制取締官 財前丈太郎（陣内隆一）
- MUSASHI -GUN道-（アヤカシ武田信玄）
- よみがえる空 -RESCUE WINGS-（白拍子克巳）
- リングにかけろ1 日米決戦編（ミック）

2007年
- 機動戦士ガンダム00（2007年 - 2009年、ダリル・ダッジ、サーシェスの部下、アロウズ副官） - 2シリーズ
- 結界師（灰泉）
- 神霊狩/GHOST HOUND（鈴木誠一）
- 精霊の守り人（ジグロ）
- DEATH NOTE（鷹橋鋭一、ヨシダプロ社長）
- Devil May Cry（ミッシェル）

2008年
- アリソンとリリア（イズマ）
- ゴルゴ13（ビリィ）
- ソウルイーター（フリー）
- 二十面相の娘（虎）
- BLUE DRAGON 天界の七竜（バレンコ）
- ワールド・デストラクション 〜世界撲滅の六人〜（監獄長）
- 湾岸ミッドナイト（安岡光）

2009年
- 遊☆戯☆王5D's（レグルス）
- ONE PIECE（ヘラクレスン）

2010年
- さらい屋 五葉（仁）
- 鋼の錬金術師 FULLMETAL ALCHEMIST（チャーリー）
- RAINBOW-二舎六房の七人-（青木）

2011年
- X-MEN（ジェイク）
- 銀魂'（岩松）
- ジュエルペット サンシャイン（御影の父）
- 忍たま乱太郎（加場出居介 / 五角丸）
- 魔乳秘剣帖（刺客）

2012年
- 頭文字D Fifth Stage（松本）
- 宇宙兄弟（フレディ・サターン）
- エリアの騎士（近藤正勝）
- クレヨンしんちゃん（部下A）
- GON -ゴン-（ヘッド）

2013年
- 進撃の巨人（2013年 - 2019年、モブリット・バーナー） - 4シリーズ
- ドラえもん（テレビ朝日版第2期）（スターファイブB、雷神）

2014年
- アカメが斬る!（ゴズキ）
- キルラキル（玄武太郎）
- 山賊の娘ローニャ（チェッゲ）
- ダイヤのA（2014年 - 2020年、轟雷蔵） - 3シリーズ
- 東京喰種トーキョーグール（ジェイソン）
- 七つの大罪（2014年 - 2021年、ナレーション、リオネス国王 / バルトラ・リオネス、デンゼル・リオネス、オスロー / ロウ） - 5シリーズ

2015年
- うしおととら（法力僧A、法力僧）
- おそ松さん（ナレーション）
- 進撃!巨人中学校（モブリット）

2016年
- 機動戦士ガンダムUC RE:0096（サボア）
- 聖戦ケルベロス 竜刻のファタリテ（ラグー）
- パズドラクロス（エンシェントドラゴンナイト）
- モブサイコ100（富士）
- ドリフターズ（青銅竜）

2018年
- グランクレスト戦記（セーヴィス王）
- オーバーロードII（ゼロ）
- されど罪人は竜と踊る（ラルゴンキン）
- 銀河英雄伝説 Die Neue These 邂逅（コナリー）
- バキ（支配人）
- DOUBLE DECKER! ダグ&キリル（サイラス）

2019年
- 群青のマグメル（ナレーション）

2020年
- ID:INVADED イド:インヴェイデッド（松岡黒龍）

2022年
- 最遊記RELOAD -ZEROIN-（ヴラハル）
- 惑星のさみだれ（朝日奈時雨）
- BLEACH 千年血戦篇（2022年 - 2023年、射場鉄左衛門） - 2シリーズ

2024年
- 魔女と野獣（魔剣アシュガン）
- 七つの大罪 黙示録の四騎士（バルトラ）

2025年
- Aランクパーティを離脱した俺は、元教え子たちと迷宮深部を目指す。（ベディボア）
- カラオケ行こ!（坊主頭）

### 劇場アニメ
2001年
- ヴァンパイアハンター D（マシラ）

2002年
- ∀ガンダムI 地球光

2003年
- 茄子 アンダルシアの夏（ベザル）

2004年
- マインド・ゲーム（やくざ）

2006年
- 劇場版BLEACH MEMORIES OF NOBODY（射場鉄左衛門）
- ゲド戦記（ウサギの部下）

2008年
- 劇場版BLEACH Fade to Black 君の名を呼ぶ（射場鉄左衛門）

2009年
- チョコレート・アンダーグラウンド（ヘルシー党首）

2012年
- 映画ドラえもん のび太と奇跡の島 〜アニマル アドベンチャー〜（アルコ）

2014年
- 宇宙兄弟#0（フレディ・サターン）

2018年
- 劇場版 七つの大罪（2018年 - 2021年、リオネス国王 / バルトラ、ナレーション） - 2作品

### OVA
- 銀河英雄伝説外伝 千億の星、千億の光（1998年、カール・フォン・デア・デッケン）
- 鬼公子炎魔（2006年、マネージャー）
- BLEACH カラブリ! 護廷十三屋台大作戦!（2008年、射場鉄左衛門）
- 機動戦士ガンダムUC（2010年、サボア[38]）
- 東京喰種トーキョーグール【JACK】（2015年、ヤモリ[39]）

### Webアニメ
- 無限の住人-IMMORTAL-（2019年、鬼抜）
- 七つの大罪 怨嗟のエジンバラ（2022年、デンゼル）
- ケンガンアシュラ（2023年、鬼頭軍司）
- 餓狼伝: The Way of the Lone Wolf（2024年、松尾象山[40]）

### ゲーム
2003年
- スター・ウォーズ ジャンゴ・フェット（ジャンゴ・フェット）
- ドラッグオンドラグーン（連合軍兵士）

2004年
- 十二国記 -赫々たる王道 紅緑の羽化-（虎嘯）

2005年
- スター・ウォーズ リパブリック・コマンド（デルタ スリー・エイト"ボス"）
- 鋼の錬金術師3 神を継ぐ少女（ゴドー）
- ラジアータ ストーリーズ（ジャーバス）

2007年
- ラチェット&クランク5 激突!ドデカ銀河のミリミリ軍団（スカイボーダー）

2008年
- 機動戦士ガンダム00 ガンダムマイスターズ（ダリル・ダッジ）
- 侍道3（主人公〈壮年時〉）
- ソウルイーター メデューサの陰謀（フリー）
- テイルズ オブ シンフォニア -ラタトスクの騎士-（ブルート）
- RESISTANCE2（ジョー・カペリ伍長） - 「西凛太郎」と誤表記

2009年
- SDガンダム GGENERATION（2009年 - 2019年、ダリル・ダッジ） - 4作品
- 朧村正（黒猿）
- ソウルイーター バトルレゾナンス（フリー）

2010年
- タイムクライシス レイジングストーム - PlayStation 3版

2011年
- 第2次スーパーロボット大戦Z 破界篇（ダリル・ダッジ）

2012年
- 機動戦士ガンダムUC（サボア） - DLC追加キャラクター
- 特命戦隊ゴーバスターズ（バーナーロイド）
- スーパーロボット大戦OGサーガ 魔装機神II REVELATION OF EVIL GOD（グレプス・ボーバード）
- 龍が如く5 夢、叶えし者（渡瀬勝）

2013年
- KILLER IS DEAD（デーモン）
- テイルズ オブ シンフォニア ユニゾナントパック（ブルート・ルアルディ）

2014年
- SOUL SACRIFICE DELTA（モルドレッド）
- 龍が如く 維新!（佐々木只三郎）

2016年
- 進撃の巨人 / 2（2016年 - 2018年、モブリット・バーナー、主人公・男・タイプ9） - 2作品

2019年
- 東京喰種: re 【CALL to EXIST】（ヤモリ）

2020年
- 龍が如く7 光と闇の行方（渡瀬勝）

2021年
- グランブルーファンタジー（ガムシラ）

2022年
- 機動戦士ガンダム アーセナルベース（ダリル・ダッジ）

2023年
- 龍が如く 維新! 極（佐々木只三郎）
- 龍が如く7外伝 名を消した男（渡瀬勝）
- ドラゴンクエストモンスターズ3 魔族の王子とエルフの旅（次元竜ネグル）

2024年
- モンスターストライク（ヤモリ）

2025年
- BLEACH Rebirth of Souls（射場鉄左衛門）

### ドラマCD
- クローバー（合田光成）
- 神曲奏界ポリフォニカ オリジナルドラマCD（オダガワ・ムザーク）
- BLEACH 「処刑前夜」 アニメDVD付属（射場鉄左衛門）
- 仏ゾーン1：覚醒の章（仏ゾイド・ガチ）
- LOVELESS（兄貴分）

### ラジオドラマ
- NHK-FM FMシアター
  - 「草原の椅子」（2000年） - 高梨
  - 「コーカサスの金色の雲」（2003年）
- NHK-FM 青春アドベンチャー
  - 「バルト海の復讐」（2002年） - マグヌス、盗賊、無頼漢

### 吹き替え

#### 担当俳優
ヴィン・ディーゼル
- トリプルXシリーズ（ザンダー・ケイジ / xXx）
  - トリプルX ※ソフト版
  - トリプルX:再起動

- リディックシリーズ（リディック）
  - ピッチブラック ※BD版
  - リディック アニメーテッド

- マネー・ゲーム 株価大暴落（クリス・パーリック）

マーティン・コーヴ
- コブラ会（ジョン・クリース）
- ベスト・キッド（ジョン・クリース）※ソフト版
- ベスト・キッド3/最後の挑戦（ジョン・クリース）※DVD・BD版

#### 映画（吹き替え）
- アイ・スパイ（シュガー・レイ〈シュガー・レイ・レナード〉、セドリック・ミルズ）
- アナライズ・ユー（エディ・デヴォル）
- アメリカン・ミー（リトル・パペット、若き日のモントーヤ）
- アルマゲドン（フレディ・ヌーナン）※日本テレビ版・テレビ朝日版
- アンタッチャブル（フランク・ニッティ〈ビリー・ドラゴ〉）※テレビ東京版
- アンデッド（マリオン）
- インモータルズ -神々の戦い-（ヘリオス〈ピーター・ステッビングス〉）
- ヴァンパイア・ハンター（キット〈ジョナサン・シェック〉）
- ウィズネイルと僕（ダニー〈ラルフ・ブラウン〉）
- ウェイトレス 〜おいしい人生のつくりかた（アール・ハンターソン〈ジェレミー・シスト〉）
- ウェイバック -脱出6500km-（ヴァルカ〈コリン・ファレル〉）
- ウォンテッド（ガンスミス〈コモン〉）※劇場公開版
- 宇宙戦争
- 英雄の条件（リー大尉〈ブレア・アンダーウッド〉）※フジテレビ版
- エクスペンダブルズ（ヘイル・シーザー〈テリー・クルーズ〉）
- エクスペンダブルズ3 ワールドミッション（ヘイル・シーザー〈テリー・クルーズ〉[53]）
- エボリューション（ジョンソン巡査）※ソフト版
- エル・カンタンテ 熱情のサルサ（ウィリー・コローン〈ジョン・オルディス〉）
- オーシャンズ・オデッセイ（フィン・カンター〈ファーリ・オーゲン・ヤルディム〉）
- オーバードライヴ（ダニエル・ジェームズ〈ジョン・バーンサル〉）
- オール・ユー・ニード・イズ・キル（スキナー〈ジョナス・アームストロング〉[54]）
- 王の涙 -イ・サンの決断-（尚冊カプス〈チョン・ジェヨン〉）
- オブリビオン（サイクス〈ニコライ・コスター＝ワルドー〉[55]）
- カントリーベアーズ（ローディ〈M・C・ゲイニー〉）
- 紀元前1万年（ルキブ〈ジョエル・フライ〉）※テレビ朝日版
- ギャングスターズ 明日へのタッチダウン（マルコム・ムーア〈イグジビット〉）
- キング・アーサー（ダゴネット〈レイ・スティーヴンソン〉）
- キングダム・オブ・ヘブン（イマド〈アレクサンダー・シディグ〉）
- クライシス・オブ・アメリカ（アル・メルヴィン〈ジェフリー・ライト〉）
- クライモリ（スコット〈ジェレミー・シスト〉）
- グリッター きらめきの向こうに（ラファエル〈エリック・ベネイ〉）
- go（ヴィクター・ジュニア）
- ゴースト/ニューヨークの幻（ウィリー・ロペズ）※テレビ朝日版
- ゴーストライダー2（モロー〈イドリス・エルバ〉）
- ゴー・ファースト 潜入捜査官（ンジャイ / RAID隊員）
- ゴーン・ベイビー・ゴーン（デヴィン〈マイケル・ケネス・ウィリアムズ〉）
- ザ・クリエイター/創造者（マクブライド〈マーク・メンチャカ〉[56]）
- サハラ 死の砂漠を脱出せよ（カール〈デルロイ・リンドー〉）※ソフト版
- ザ・リング（デニ）
- 三銃士/王妃の首飾りとダ・ヴィンチの飛行船（ロシュフォール〈マッツ・ミケルセン〉）※劇場公開版
- サン・ピエールの未亡人（ニール〈エミール・クストリッツァ〉）
- ジェラティノス（ファーガソン〈エリック・ジェームズ・バーゲッツ〉）
- シックハウス（ニック〈アレックス・ハッセル〉）
- ジャン＝クロード・ヴァン・ダム ザ・ディフェンダー（シムコ）
- シャンハイ（コナー〈ジェフリー・ディーン・モーガン〉）
- 人狼村 史上最悪の田舎（エヴァリスト）
- スー・チー in ヴィジブル・シークレット（お坊さん〈トニー・リュウ〉）
- SWEET SIXTEEN（トニー〈マーティン・マッカーディー〉）
- スノーホワイト（マグナス王〈ノア・ハントリー〉[57]）
  - スノーホワイト/氷の王国（リーファ〈サム・ヘイゼルダイン〉）
- スペースバンパイア（ロジャー・デアブリッジ）※テレビ朝日新録版
- スラップ・ショット（殺し屋カールソン〈ジェリー・ハウザー〉）※ソフト版
- S.W.A.T.（ディーコン・“ディーク”・ケイ〈LL・クール・J〉[58]）※日本テレビ版
- セレンディピティ（ラース・ハモンド〈ジョン・コーベット〉）※機内上映版
- ダーウィン・アワード
- 007シリーズ
  - 007 死ぬのは奴らだ（サメディ男爵〈ジェフリー・ホールダー〉）※ソフト版
  - 007 ワールド・イズ・ノット・イナフ（ガボール）※テレビ朝日版
  - 007 ダイ・アナザー・デイ（キル）※テレビ朝日版
- タワー・オブ・タイタンズ（近衛隊長）
- チャーリー・モルデカイ 華麗なる名画の秘密（ジョック・ストラップ〈ポール・ベタニー〉）
- チャック・ノリス in 地獄の銃弾（ダーク〈ダニエル・バーンハード〉）
- 沈黙のステルス（ロジャー〈アルキ・デヴィッド〉）
- 沈黙の聖戦（レオ・ワシントン）※ソフト版
- 追撃者（ジャック・カーター〈シルヴェスター・スタローン〉）※配信版
- デッドコースター（ウィリアム・ブラッドワース〈トニー・トッド〉）※テレビ東京版
- テルマ&ルイーズ（ジミー〈マイケル・マドセン〉）
- 友へ チング（イ・ジュンソク〈ユ・オソン〉）※テレビ朝日版
- ドラキュリアII 鮮血の狩人（ドラキュリア〈スティーブン・ビリントン〉）
- ドラゴンハート 〜新章: 戦士の誕生〜（ソルグリム）
- トランスポーター（ウォール・ストリート〈マット・シュルツ〉）※ソフト版・テレビ朝日2006年版
- トルク（ルーサー〈マックス・ビーズリー〉）
- ドルフ・ラングレン ザ・リベンジャー（セルゲイ〈ジョン・テンチ〉）
- ナイト・オブ・ゴッド（ラニエリ〈マルコ・レオナルディ〉）
- 747 エア・ターゲット（ダルトリー）
- ニュースメーカーズ（スミルノフ刑事〈アンドレイ・メルズリキン〉）
- ネバーセイ・ネバーアゲイン（フェリックス・ライター〈バーニー・ケイシー〉）※ソフト版
- ノッティングヒルの恋人（ジェフ・キング〈アレック・ボールドウィン〉）※日本テレビ版
- ハート・ロッカー
- バーバーショップ（ラマー）
- パープルストーム（マイク）
- バイオハザード: ザ・ファイナル（レイザー〈フレイザー・ジェームズ〉）
- バタリアン4（ジーク・ボーデン）
- 初恋のきた道（若き日の村長）
- パニッシャー: ウォー・ゾーン（ポール・ブディアンスキー捜査官〈コリン・サーモン〉）
- ハリウッド的殺人事件（アントワン・サルテイン〈イザイア・ワシントン〉）
- バレット（モレル〈アドウェール・アキノエ＝アグバエ〉）
- ハンコック（囚人〈アンソニー・レデスマ〉）
- ヒーロー・ウォンテッド（リアム・ケース〈キューバ・グッディング・ジュニア〉）
- ファイナル・ガールズ 惨劇のシナリオ（タンカン〈トーマス・ミドルディッチ〉）
- ファイナル・デスティネーション（ウィリアム・ブラッドワース〈トニー・トッド〉）※テレビ朝日版
- ファイナル・レジェンド 呪われたソロモン（サイラス〈ブライアン・トンプソン〉）
- THE 4TH KIND フォース・カインド（トミー〈コーリイ・ジョンソン〉）
- フォー・ブラザーズ/狼たちの誓い（ジェリー・マーサー〈アンドレ・ベンジャミン〉）
- フォールガイ（ドレスラー〈ベン・ナイト〉[59]）
- フライトプラン
- ブラウン・バニー（バド・クレイ〈ヴィンセント・ギャロ〉）
- フランドル（デメステル〈サミュエル・ボワダン〉）
- プリズン211（マラマドレ〈ルイス・トサール〉）
- プリンス・オブ・ペルシャ/時間の砂（ゾルム）
- ボアvsパイソン（フォーリー）
- ぼくの神さま（将校〈ユージン・オスメント〉）
- マジック・マイク（ビッグ・ディック・リッチー〈ジョー・マンガニエロ〉）
- マジック・マイクXXL（ビッグ・ディック・リッチー〈ジョー・マンガニエロ〉）
- マッドマックス:フュリオサ（リクタス〈ネイサン・ジョーンズ〉[60]）
- MEG ザ・モンスターズ2（モンテス〈セルヒオ・ペリス＝メンチェータ〉[61]）
- 燃えよ!ピンポン（シー・フー〈ジェイソン・スコット・リー〉）
- 48時間（アルバート・ギャンズ〈ジェームズ・レマー〉）※VOD版
- ラストスタンド（ルイス・ディンカム〈ジョニー・ノックスビル〉）
- ラスト・デスペラード（ウォルター〈エリック・ロバーツ〉）
- ランボー ラスト・ブラッド（ビクトル・マルティネス〈オスカル・ハエナダ〉[62]）※BSテレ東版
- ルーヴルの怪人（フェリクス）
- レーシング・ストライプス（バズ）※日本テレビ版
- Ray/レイ（ファットヘッド・ニューマン〈ボキーム・ウッドバイン〉）
- レイク・オブ・ザ・デッド（保安官〈グレゴリー・L・ケニヨン〉）
- レジェンダリー（ジェラルドゥス〈スタンレー・ヴェベール〉）
- レセ・パセ 自由への通行許可証（ジャン＝ドゥエーヴル〈ジャック・ガンブラン〉）
- レッドプラネット（ロビー・ギャラガー〈ヴァル・キルマー〉）
- レプリカント（エージェント2）※ソフト版
- レボリューション6（ティム〈ティル・シュヴァイガー〉）
- ローン・レンジャー（バレット〈ジェームズ・フレイン〉）
- ロミオ・マスト・ダイ（シルク〈DMX〉）※テレビ朝日版
- ワイルドシングス2（キューバ人〈スキー・カー〉）
- ワイルド・スピードシリーズ
  - ワイルド・スピード（ヴィンセント〈マット・シュルツ〉）※テレビ朝日版
  - ワイルド・スピードX2（オレンジ・ジュリウス〈アマウリー・ノラスコ〉）※テレビ朝日版
  - ワイルド・スピード MAX（リコ・サントス〈ドン・オマール〉）※テレビ朝日版
- ワイルド・ワイルド・ウエスト ※日本テレビ版

#### ドラマ
- アリー my Love
- アンドロメダ（ティア・アナサジ〈キース・ハミルトン・コップ〉）
- アンフォゲッタブル 完全記憶捜査 シーズン1 #7（アーロン・ローガン〈チャンス・ケリー〉）
- ER緊急救命室
  - シーズン5（モバラージェ・エカボ〈ジャイモン・フンスー〉）
  - シーズン10 #12（デレク〈モーリス・G・スミス〉）
  - シーズン11 #16（ギルドン〈オマー・Ｊ・ドージー〉）
  - シーズン13 #11（トーマス・グラソス〈ジェレミー・ルーク〉）
- WITHOUT A TRACE/FBI 失踪者を追え!
  - シーズン2 #3（ボーランド〈ジェームズ・レマー〉）
  - シーズン3 #7（レス）
- 美しき日々
- エージェント・オブ・シールド シーズン3（ルーサー・バンクス〈アンドリュー・ハワード〉）
- NCIS:LA 〜極秘潜入捜査班（グリーン曹長〈ジーノ・アンソニー・ペシ〉）
- NCIS: ニューオーリンズ シーズン3 #3（ハンク・クラークソン）
- エレメンタリー ホームズ&ワトソン in NY シーズン1 #15（ザンデ・ディアズ〈マイケル・アービー〉）
- キャッスル 〜ミステリー作家は事件がお好き シーズン3 #7（ビリー・グリム〈ブレイク・ギボンズ〉）
- クリミナル・マインド FBI行動分析課 #3（エイドリアン・ベイル）
- クリミナル・マインド5 FBI行動分析課 #17（ウェイド・ハチェット）
- ゲームシェイカーズ（ルースレス〈シェルドン・ベイリー〉）
- ザ・グリッド（ユーセフ“ムハンマド”ナサリヤー〈アルカイ・デイビット〉）
- ザ・ユニット 米軍極秘部隊（チャールズ・グレイ〈マイケル・アービー〉）
- CSI:3 科学捜査班（キース・キャッスル）
- CSI:マイアミ2
- CSI:マイアミ5 #8（ギャヴィン・ラポルト〈ジョナサン・チェリー〉）
- CSI:ニューヨーク2
- ジェリコ 閉ざされた街（ロバート・ホーキンス〈レニー・ジェームズ〉）
- JUSTIFIED 俺の正義（ボイド・クラウダー〈ウォルトン・ゴギンズ〉）
- ジャック&ジル（ヘファー）
- SCORPION/スコーピオン シーズン3 #14
- スパルタカス（ドレニス〈カイル・ローリング〉）
- スピン・シティ（アーサー〈サム・ロバーズ〉）
- S.W.A.T.
  - シーズン1 #12（ハーリー・ストーン）
  - シーズン2 #15（ミサエル・マルティネス）
- セーフハウス〜狙われた家族〜（マイケル〈ピーター・フェルディナンド〉）
- ダークネス: ゾウズ・フー・キル（アナス・ケルスン〈マッツ・リーソム〉[63]）
- チャームド 〜魔女3姉妹〜（トム・ピータース）
- テラノバ/Terra Nova
- 24 -TWENTY FOUR-（ヨハン・ミョビック〈アンリ・ルバッティ〉）
- ナース・ジャッキー7 最終章
- 脳外科医モンロー（チャドウィック）
- PERSON of INTEREST 犯罪予知ユニット
- ハーパーズ・アイランド 惨劇の島（コール・ハーキン）
- バーン・ノーティス 元スパイの逆襲 シーズン2 #11（コーリー・ジェンセン〈マイケル・B・ジョーダン〉）
- バイオニック・ウーマン（アントニオ・ポープ〈イザイア・ワシントン〉）
- 反撃のレスキュー・ミッション（ジェラルド・バクスター〈ユエン・ブレムナー〉）
- V.I.P.（メリック〈ドン・スウェイジ〉）
- THE BLACKLIST/ブラックリスト（マコ・タニダ〈ホーン・リー〉）
- プリズン・ブレイク（フェルナンド・スクレ〈アマウリー・ノラスコ〉）
- THE BRIDGE/ブリッジ（セバスチアン〈ラース・シモンセン〉）
- ボードウォーク・エンパイア3 欲望の街（ジップ・ロゼッティ〈ボビー・カナヴェイル〉）
- BONES シーズン9 #16（デレク・ヨハネセン〈クリス・ブロウニング〉）
- MACGYVER/マクガイバー シーズン3 #7（ジョセフ）
- ミディアム5 霊能者アリソン・デュボア（オズワルド・カスティーヨ〈ホセ・ズニーガ〉）
- 名探偵ポワロ スペイン櫃の秘密（ジョン・リッチ少佐）※追加吹き替え分
- 名探偵モンク5（ジョセフ・ウィーラー）
- ラスト・キングダム（スコルバ〈エイドリアン・ブーシェ〉）
- ローマ警察殺人課アウレリオ・ゼン 3つの事件
- ロズウェル - 星の恋人たち（ジェシー・ラミレス〈アダム・ロドリゲス〉）
- LOST（リアム・ペイス〈ニール・ホプキンス〉）
- 私はケイトリン（ガース〈ナサニエル・アルカン〉）

#### テレビ番組
- アプレンティス2/セレブたちのビジネス・バトル
- UFC登竜門 ジ・アルティメット・ファイター ミドル級ウォーズ（クレイトン・マッキニー）

#### アニメ
- アルティメット・スパイダーマン ウェブ・ウォーリアーズ
- 悪魔バスター★スター・バタフライ（筋肉ガエル）
- クイア・ダック ザ・ムービー（オスカー・ワイルドキャット）
- シュレックシリーズ（シュレック）
  - シュレック4-Dアドベンチャー
  - シュレック 泥んこコレクション
  - シュレックの愉快なクリスマス
- スパイダーマン（ブレイド）
- スパイダーマン:フレンドリー・ネイバーフッド（マック・ガーガン / スコーピオン）
- トロン：ライジング（テスラー〈声：ランス・ヘンリクセン〉）
- パワーパフガールズ（ビッグ・ビリー、レニー・バクスター）
- ビー・ムービー（花粉レンジャー）
- ベン10（クランシー）
- 魔法の剣 キャメロット
- ヨセフ物語 〜夢の力〜

### 特撮
- 仮面ライダー電王（2007年、クロウイマジンの声）
- スーパー戦隊シリーズ
  - 侍戦隊シンケンジャー（2009年、血祭ドウコクの声）
  - 侍戦隊シンケンジャー 銀幕版 天下分け目の戦（2009年、血祭ドウコクの声）
  - 侍戦隊シンケンジャーVSゴーオンジャー 銀幕BANG!!（2010年、血祭ドウコクの声）
  - 帰ってきた侍戦隊シンケンジャー 特別幕（2010年、友情出演）
  - 特命戦隊ゴーバスターズ（2012年、バーナーロイドの声）
- 牙狼-GARO- 〜MAKAISENKI〜（2011年、ホラーの声、英霊・牙狼の声）
- 衝撃ゴウライガン!!（2013年、真界皇の声）

### ナレーション
- ぐるぐるナインティナイン（2016年）
- CR武神烈伝（サンセイ R＆D）
- お城総選挙（2019年3月23日）

#### CM
- アンダーアーマー
- 花王 ニベア
- キヤノン デジタルEOS
- 黒白波 薩摩焼酎
- 京成スカイライナー
- KOWA「フットガンコーワ」
- コカ・コーラ ゼロ
- 新日本石油
- セキスイハイム
- ダイドードリンコ
- TAG Heuer
- デアゴスティーニ・ジャパン「週刊ハーレー・ダビッドソン」
- メナード化粧品
- ブリヂストンタイヤ